# トライアンフ・モーターサイクル
トライアンフ・モーターサイクル（Triumph Motorcycles Ltd ）は、イギリスを拠点とするオートバイ製造販売会社である。
社名や経営母体は幾度もの変遷を経ている。現在の会社名は「トライアンフ・モーターサイクル」（Triumph Motorcycles Ltd ）であり、本記事では同社の前身である「トライアンフ・エンジニアリング」などについても解説する。

## 歴史

### 創業からオートバイ製造開始まで
ニュルンベルク出身のユダヤ系ドイツ人であったシーグフリード・ベットマンが、イギリスのロンドンで1885年に設立した輸入貿易会社「シーグフリード・ベットマン貿易会社」（Siegfried Bettmann & Co. Import-Export Agency ）がトライアンフの原型である。会社設立から暫くして、当時普及しはじめていた自転車を扱うようになる。当初は別の製造会社から仕入れた完成車を違う名称で販売していたが、新たな商標名として「トライアンフ」を考案、売上げを伸ばすようになる。やがて販売だけでなく自転車そのものの製造を計画したベットマンは1887年にコヴェントリーに移って「トライアンフ・サイクル」（Triumph Cycle Co.Ltd ）を設立、自社生産の自転車を販売する会社となった。
やがて19世紀末頃になると自転車のような新種の乗り物としてオートバイが登場しはじめ、トライアンフも自転車に代わる新たな乗り物として注目する。そして1902年には、他社製エンジンを自社製フレームに搭載したオートバイナンバー1を生産。やがて1905年にはエンジンも含めたほぼ完全な自社生産車が登場、1906年には社名も「トライアンフ・エンジニアリング」（Triumph Engineering Co.Ltd ）となった。

### 自動車部門との分離まで

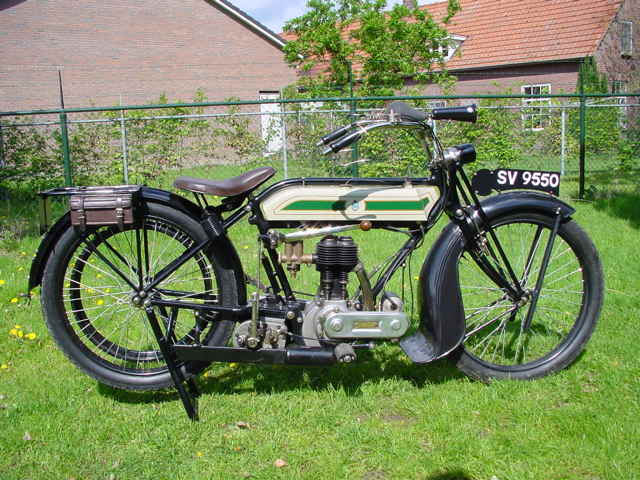
トライアンフ・モデルH

トライアンフの生産したオートバイはやがて1907年からはじまったマン島TTレースで活躍、その完走率の高さで高い信頼性を見せ、高品質かつ比較的安価であるという評価を獲得する。その後1914年からはじまった第一次世界大戦では、3万台以上のモデルHがイギリスおよび連合軍の軍用車として使用され、その頑丈さと走破性から高い評価を受けた。
だが第一次世界大戦終結後は人員不足から新規車種の開発が遅れ、他社との競争で不利を強いられて業績が低迷する。低迷打破のために当時著名なエンジン技術者であったハリー・リカルドによるOHV4バルブエンジンを搭載した高性能車モデルRが1921年に投入されるが、生産コストがかかり高価格にならざるを得ないこの車種は販売が振るわず、1923年の超低価格車モデルPの登場と成功までは低迷が続くことになる。
1920年代には自動車会社ドーソン・カー・カンパニーのコヴェントリー工場を購入しており、1923年、「トライアンフ・モーター・カンパニー」として、4輪自動車を発売した。
1929年の世界恐慌により再び業績が悪化したトライアンフは、1932年には自転車部門をラレー自転車に売却。オートバイ部門では新たな主任技師ヴァル・ペイジを迎えて新規車種の開発をはじめた。1934年には社名を「トライアンフ」（Triumph Co.Ltd ）へ変更して改革を推し進めようとするが、自動車部門が財政を圧迫する。1936年、オートバイ部門は自動車部門から切り離され、オートバイ会社・アリエルを再生させた実業家、ジャック・サングスターに買収された。

### オートバイ部門の独立と再建

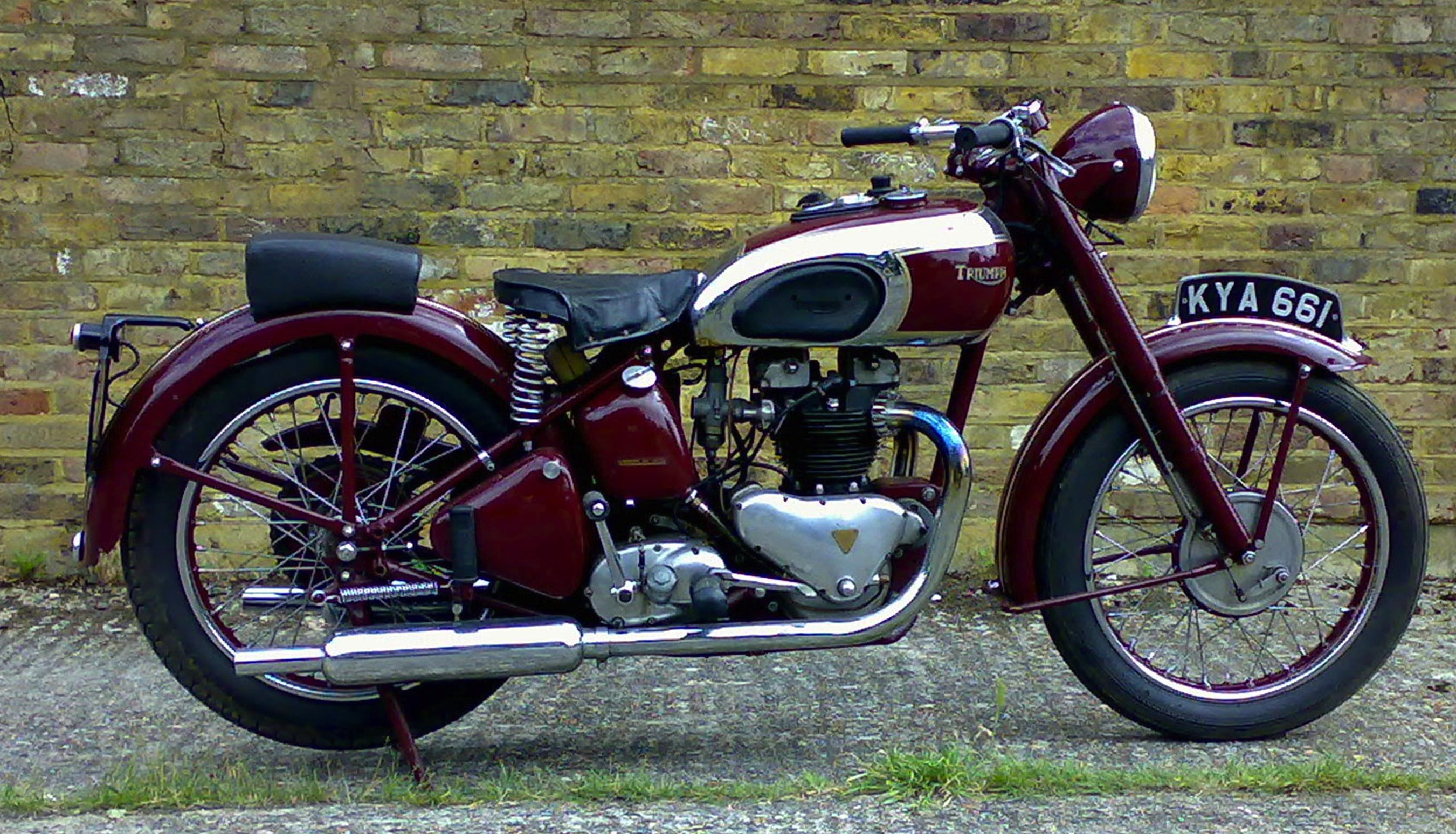
トライアンフ・スピードツイン

オートバイ専門となったトライアンフは社名を再び「トライアンフ・エンジニアリング」とし、元アリエル開発者のエドワード・ターナーを新たな主任技師としてトライアンフを立て直していく。
トライアンフ再建はペイジの開発した車種を基に改良することからはじまった。第一歩は単気筒のタイガー系列からだったが、1938年に登場したスピードツインが再建への節目となった。この車種は当時並列2気筒というだけで珍しかったが、単気筒が全盛だった時代に単気筒車種よりもわずかに軽量で最高速も優るという性能で、車両価格は単気筒よりわずかに高いだけという設定が驚異的であり、スピードツインは大いに売れてトライアンフの財政を一気に好転させる一因となった。さらに翌1939年にはスピードツインの高性能版としてタイガー100が登場、34hp、最高速度160km/hで人気を博した。

### 第二次世界大戦とメリデン工場への移転
1939年に第二次世界大戦がはじまると、先の大戦時のように、トライアンフは軍用車の生産に追われるようになる。だが、トライアンフを含めて軍需兵器の一大生産地となっていたコヴェントリーはドイツ軍の空襲を受け、トライアンフの工場も爆撃を受けて壊滅する。政府の援助により近隣のウォリックに設けられた仮工場で生産が再開されたが、一方で新たな生産拠点としてメリデンに新工場が建設され、1942年には新工場で生産が開始された。なお、トライアンフが第二次大戦中に生産した軍用車は、最終的に約5万台にもなったという。

### メリデン時代の黄金期

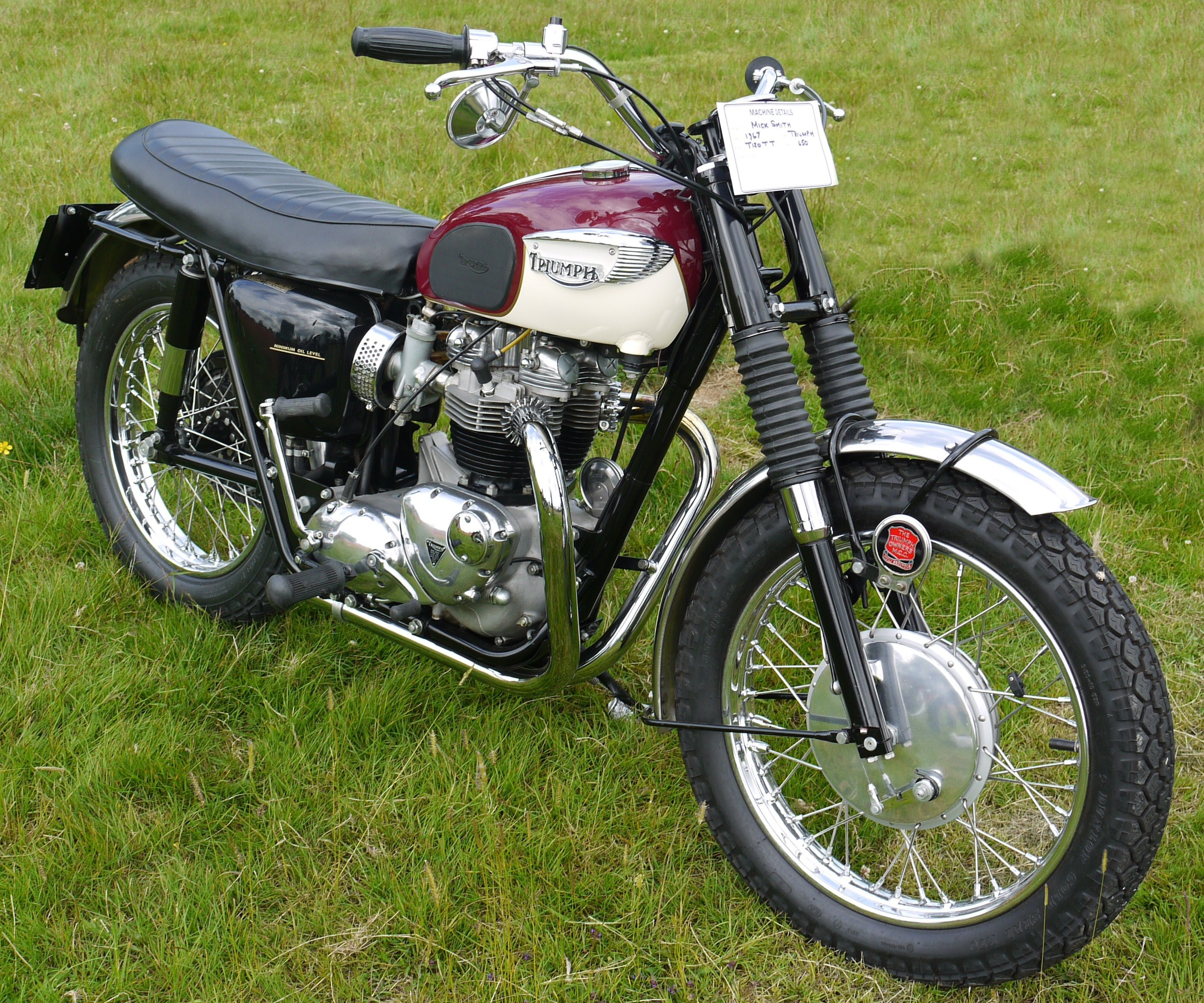
トライアンフ・ボンネビルT120

第二次世界大戦が終結すると、トライアンフは一般車の生産を再開する。戦後最初のラインナップは戦前に生産していた車種の改良版であったが、1949年までにはトライアンフ初のオフロードタイプとなるTR5トロフィーや、スピードツインの排気量を649ccまで拡大した6Tサンダーバードといった新車種が追加される。これらの車種は当時開拓されはじめたばかりのアメリカ市場にて、ハーレー等の重厚なオートバイとは違った、軽量で高性能なオートバイとして人気を博していく。そしてアメリカ市場での成功によりトライアンフは1959年に更なる新規車種T120ボンネビル等を発売、メリデン時代トライアンフの黄金期を迎える。なおこの時期の1951年には、トライアンフは救世主であったサングスターの手からBSAへ売却され、サングスター自身もBSA役員となり1956年にはBSAグループ会長となっている。

### メリデン時代の終焉
1960年頃から台頭しはじめた日本製オートバイは当初は小排気量車がほとんどだったが、1960年代後半になると大排気量車も登場しはじめ、その性能と品質でトライアンフの脅威となりはじめた。トライアンフとBSAは排気量740cc並列3気筒を搭載するトライデント（BSAではロケット3）を開発するなど日本製大排気量車に対抗したが、1970年代に入っても品質や販売成績で日本製オートバイに優ることはできなかった。
負債を抱え業績が悪化したBSAとその傘下であるトライアンフは、1973年に英国政府の援助でマンガニーズ・ブロンズ傘下のノートン＝ビリヤースと合併、「ノートン＝ビリヤース＝トライアンフ」（Norton-Villiers-Triumph 、NVT）となった。NVTは1974年に製造の中心をメリデン工場からバーミンガムのBSA社スモール・ヒース工場へ移転を計画するが、メリデン工場の従業員達がストライキを起こして「メリデン共同組合」（Meriden Motorcycle Cooperative ）を設立、ボンネビルの生産をメリデンで行なうことで工場を存続させる。一方NVTはトライデントの生産が続かずに1977年には倒産、トライアンフの商標権や生産権および資産を共同組合に譲渡する結果となる。だがメリデン共同組合による経営もアメリカ政府のハーレー救済政策による関税高騰も影響してやがて破綻し、1983年にメリデン工場は閉鎖された。

### ヒンクレーでの復活

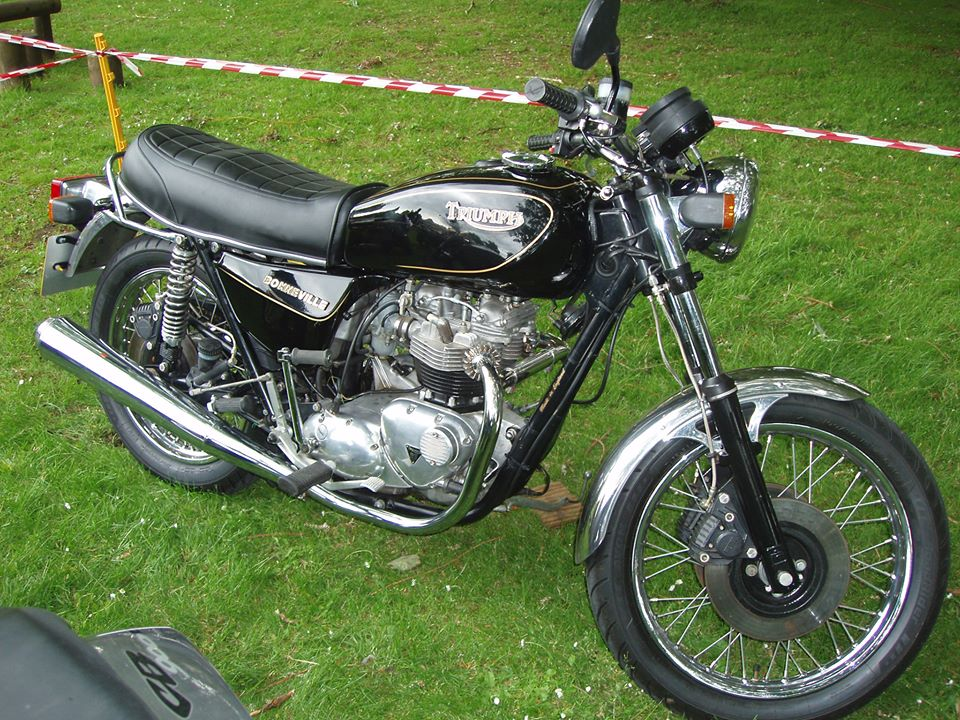
ハリス・ボンネビルT140

1984年にメリデン工場は取り壊されたが、不動産開発業で財を成した実業家ジョン・ブルーアがトライアンフの商標権や生産権を購入、新たなトライアンフを立ち上げた。社名は当初「ボンネビルコヴェントリー」（Bonneville Coventry Ltd ）、のちに「トライアンフ・モーターサイクル」（Triumph Motorcycles Ltd ）となった。
新たな会社の生産設備および設計は日本のオートバイ・メーカーには対抗できず、ブルーアは直ちにはトライアンフの生産を再開しなかった。当初はデヴォンのニュートン・アボットでレス・ハリスの経営する「ハリス・インターナショナル」（L F Harris International Ltd ）がボンネビルのライセンス生産を行なった。これは1985年から生産され、ハリスの名やその所在地から、「デヴォン・ボンネビル」あるいは「ハリス・ボンネビル」とも呼ばれた。ハリス・ボンネビルは基本的にセルモーター等が採用されていない前期型T140を基にしており、ライセンス生産の条件で「生産はオリジナルに忠実に」と規定されていたことから、自動車排出ガス規制などの環境基準へ対処しきれなくなり、1988年には生産を終了してしまう。なおハリス・ボンネビルには、英国仕様と米国仕様の二つがあり、日本においては両仕様ともに1988年まで輸入販売されていた。
1990年には新会社の準備も整いレスターシャーのヒンクレー工場を稼動開始、同じオートバイメーカーであるカワサキの技術を取り入れ、新型トライアンフとしてまったく新しい水冷直列3気筒あるいは水冷直列4気筒を搭載した一連の車種を発表し、1991年には車両の本格生産を開始した。はじめは徹底して部品共通化をはかった「モジュラーコンセプト」による効率的な車種開発が続いたが、徐々に業績を伸ばしたトライアンフは、1997年には直列3気筒という独自性を保ちながら従来のモジュラーコンセプトを脱したT595デイトナを発表、2001年には新たな空冷並列2気筒で往年の車種名ボンネビルを復活させるなど、他社とは違った特徴を持つ車種を送り出している。

## 車種
トライアンフでは、同じ車種名を長期に渡って使い続ける傾向があり、年式によっては同名車種でもその外観などに大きな違いがある例が多い。特にヒンクレー時代と、それ以前のコヴェントリー時代・メリデン時代とでは、同名車種でもまったく違うタイプの違う車種となっている場合があるので注意が必要である。

### 現行車種

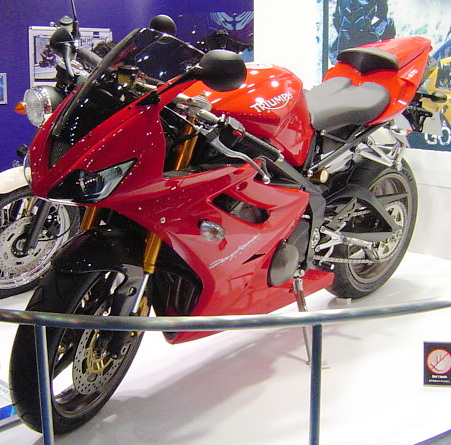
デイトナ675トリプル

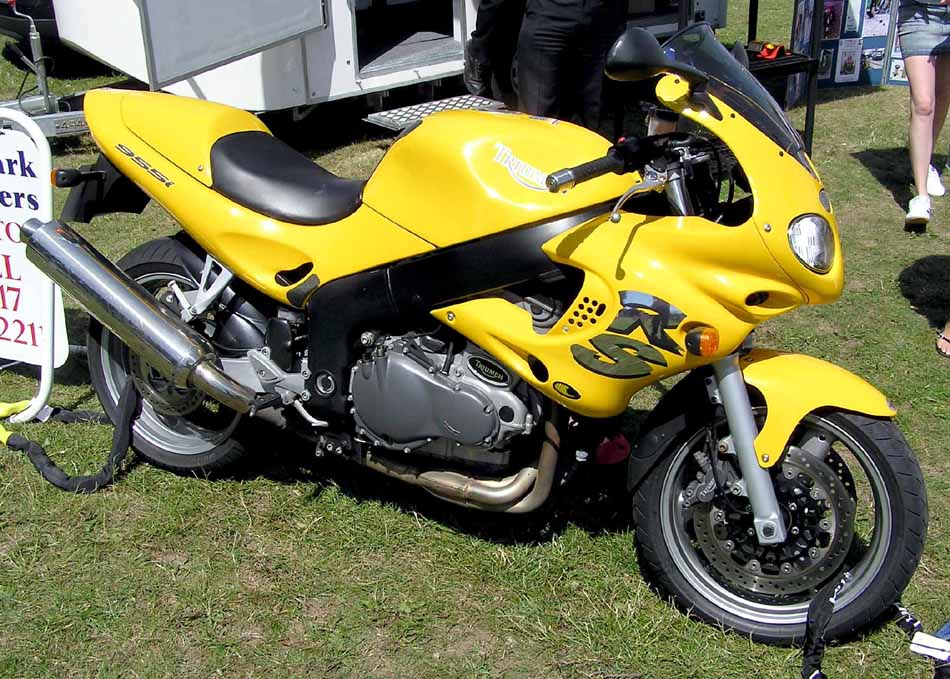
955ccスプリントRS

アーバンスポーツ
走りを重視したいわゆるオンロードタイプが主体のカテゴリーで、日本国内では一番売れているカテゴリーでもある。このカテゴリーの車種は、多くがカウルを装着しており、水冷並列3気筒というオートバイとしては珍しい形式のエンジンを搭載し、その独特の出力特性や鼓動感が特徴となっている。スーパースポーツタイプやツアラータイプ、そしてデュアルパーパスタイプもここに含まれる。
- デイトナ - スーパースポーツタイプの車種。
- スピードトリプル - ネイキッドタイプの車種。
- ストリートトリプル - ネイキッドタイプの車種。
- トライデント - ネイキッドタイプの車種。
- スプリント - ツアラータイプの車種。
- タイガー - デュアルパーパスタイプの車種だが、ツアラーとしての要素が強い。

モダンクラシック
かつてのメリデン・トライアンフを彷彿とさせる懐古調の外観を持つカテゴリー。空冷並列2気筒エンジンを搭載し、適度な鼓動感を演出した乗り味が特徴である。
- ボンネビル - 一般的なクラシックスタイルの車種。
- スラクストン - カフェレーサータイプの車種。
- スクランブラー - 名前通りスクランブラータイプの車種。2015年公開の映画、ジュラシック・ワールドでも登場した。

クルーザー
「アメリカンタイプ」とも呼ばれる車体種別の車種を集めたカテゴリーで、スピードマスター、アメリカはボンネビルと同じ空冷並列2気筒エンジンだが270度クランクを採用している。ロケットスリーシリーズは並列水冷３気筒エンジンを搭載しており、排気量2294cc（初期モデル）→2458cc（モデルチェンジ後）は、量産型オートバイ用エンジンとして世界最大である。
- スピードマスター - 865ccエンジン搭載。キャストホイール装備。
- ロケット3 R - 2458ccエンジン搭載

### 過去の車種
メリデン時代
- 5Tスピードツイン
- 6Tサンダーバード
- TR5トロフィー、TR6トロフィー
- T120ボンネビル、T140ボンネビル
- T110タイガー、T100タイガー、TR7タイガー
- 3TA,5TA、T100A,TR5T
- タイガーカブ（T20）、テリア（T15）

コヴェントリー時代
- 5Tスピードツイン、タイガー100
- タイガー70、タイガー80、タイガー90
- モデルP
- モデルR

ヒンクレー時代
- アドベンチュラー
- トロフィー900、トロフィー1200
- トライデント
- スプリント
- スピード・フォア
- TT600
- ロケット3 - 2294ccエンジン搭載。
- サンダーバード
- アメリカ

## 日本でのビジネス
1990年の新社での復活の際、日本では「レイズ」が正規インポーターとなり全国販売網を展開した。
2001年、イギリス本社による正式な日本法人「トライアンフモーターサイクルズジャパン 株式会社」を設立。当該会社が輸入権を持ち全国販売網を統括するようになった。
2005年からは正規専売ディーラー「トライアンフ・ワールド店」を全国展開。2016年より、新CIデザイン「トライアンフワールドブラック」に基づく店舗リニューアルを導入している。

## モータースポーツ

### オフロード

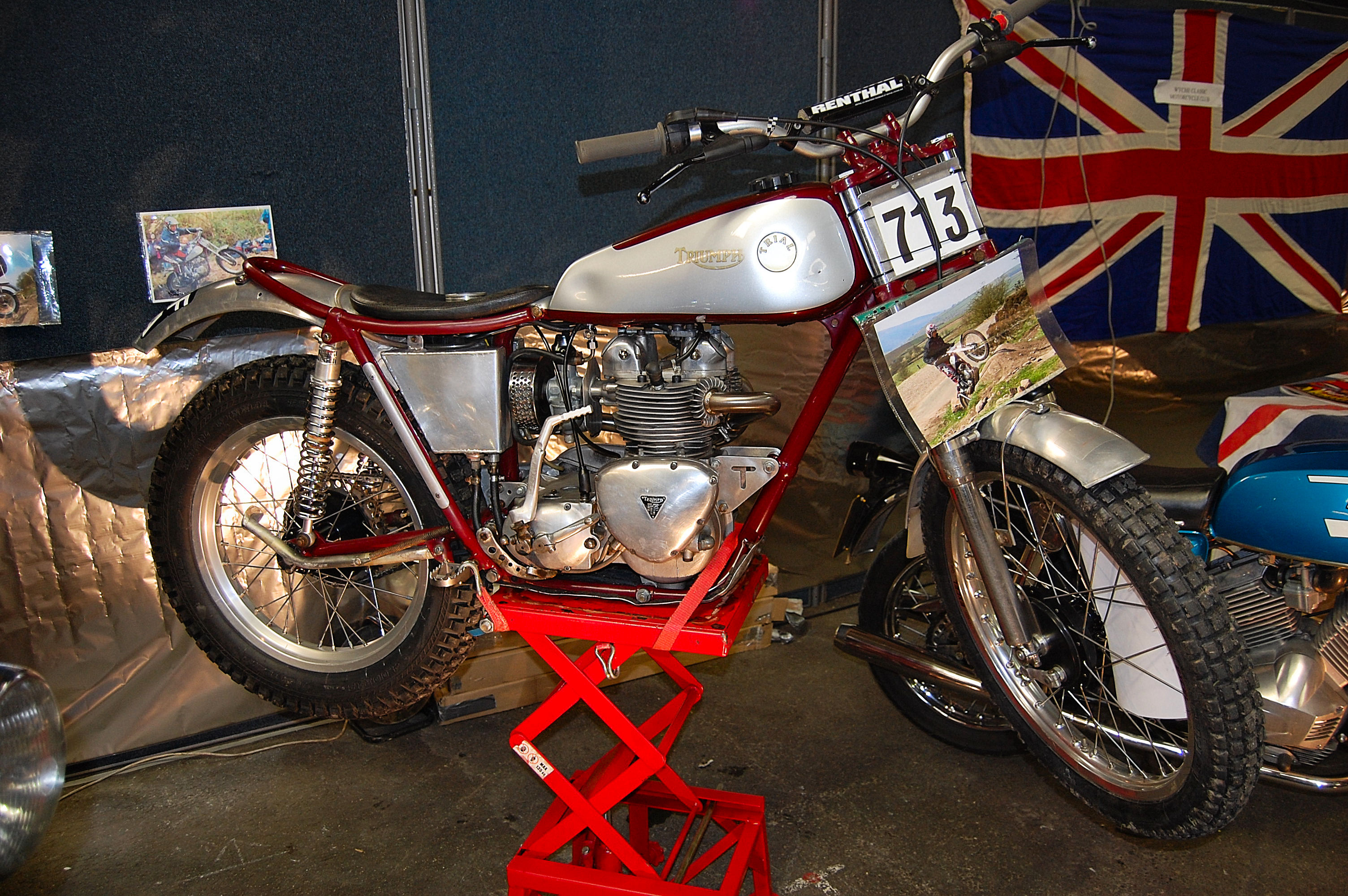
1960年代のトライアル車両

エンデューロの原型となった、バイクの耐久性を試すための黎明期のトライアル競技が英国で勃興した頃から、トライアンフも参戦した。
戦後は欧州やアメリカでも活躍した。1964年に初めてアメリカチームがISDT（現在のISDE）に参戦した際、スティーブ・マックィーンはトライアンフに乗って参戦した。
2021年にモトクロス世界選手権（MXGP）とエンデューロ世界選手権（Enduro GP）に「トライアンフ・レーシング」として参戦することを表明。テストライダーにはAMAのレジェンドであるリッキー・カーマイケルと、5度のエンデューロ世界王者イヴァン・セルバンテスがそれぞれ車両開発に加わった。

### オートレース

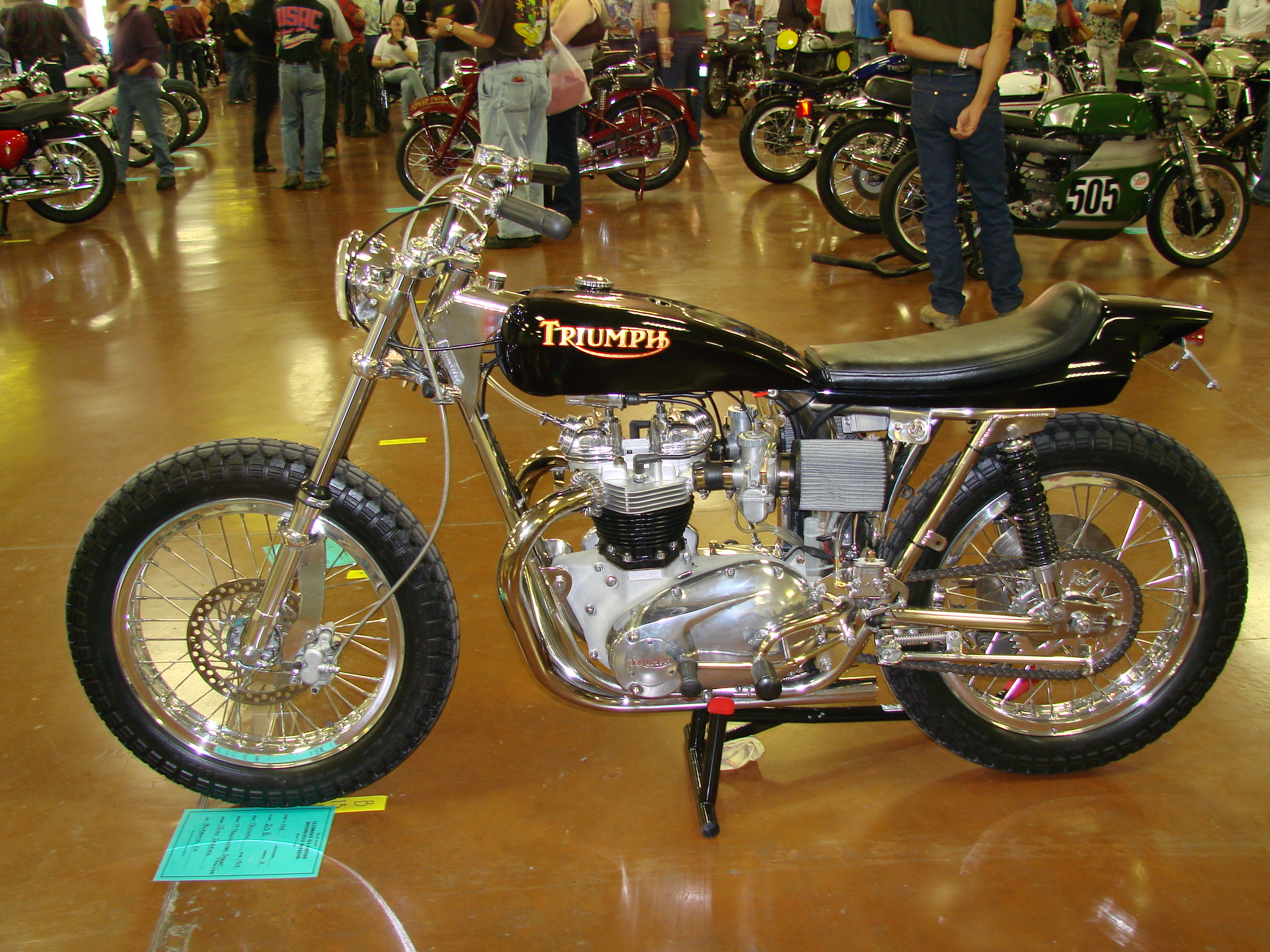
1970年代のダートトラック車両

昔のオートレースの競走車は、選手が規格の範囲でエンジンを自由に選択でき、メリデン時代のトライアンフのエンジンは最もオートレースの競走車に適すると評価されていた。しかし、トライアンフの倒産により部品の入手が困難になってからは選手の間で部品争奪戦が繰り広げられたと伝えられている（オートレースの競走車のエンジンは、後にスズキ製セア1種類に統一された）。
またオートレース用トライアンフのエンジンパーツは、T120ボンネビルをはじめとした往年の直立空冷並列2気筒を搭載する車種で、格好のチューニングパーツとして珍重されている。

### ロードレース
1908年の第二回マン島TTで優勝した。

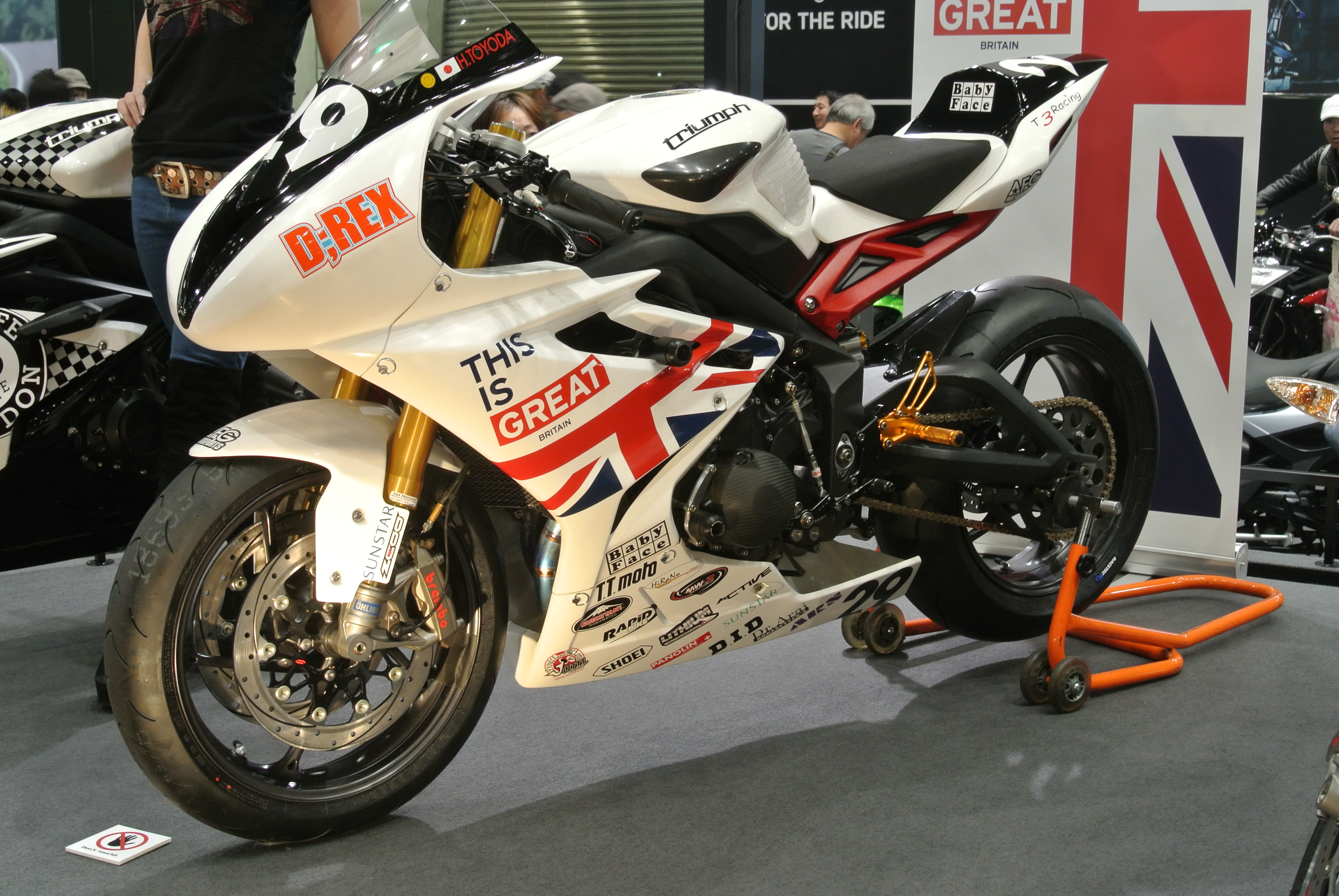
デイトナ675R（2014年東京モーターショー）

1960〜1970年代はトライデントを投入し、提携先のBSAの倒産まで750cc時代のアメリカのスーパーバイクで活躍した。
2010年代には675cc直列3気筒のロードスポーツモデルで活躍し、マン島TT、デイトナ200マイル、英国選手権などのスーパースポーツクラスを制覇した。
2019年より、ホンダに代わりロードレース世界選手権（MotoGP）のMoto2クラス向けワンメイクエンジンの供給を担当する。Moto2用に供給されるエンジンは2017年型ストリートトリプル用の直列3気筒・765ccエンジンをベースにレース用のチューンアップを施したもの。